# Ioan Drăgan
Ioan Drăgan (2 december 1965 - 2 januari 2012) was een Roemeens voetballer. Drăgan speelde 169 wedstrijden voor FC Brașov van 1990 en 1997. Drăgan speelde ook voor ICIM Brașov.